# Reims Champagne hockey
Pour les articles homonymes, voir Phoenix.
 (décembre 2015).
 (novembre 2024).
Si vous disposez d'ouvrages ou d'articles de référence ou si vous connaissez des sites web de qualité traitant du thème abordé ici, merci de compléter l'article en donnant les références utiles à sa vérifiabilité et en les liant à la section « Notes et références ».
 (novembre 2024).
Les normes d'accessibilité du Web doivent être respectées sur les articles liés au hockey sur glace.
Les articles possédant ce bandeau sont listés dans la catégorie:Article hockey sur glace non accessible.
Les points d'amélioration suivants sont les cas les plus fréquents :
- Tableaux de données : utiliser les modèles préformatés déjà disponibles ou consulter l'aide ;
- Listes à puces : les listes à puces sont créées grâces aux astérisques. Il ne doit pas y avoir de ligne vide entre deux astérisques ;
- Langue : tout changement de langue doit être signalé grâce au modèle {{langue}} ou au paramètrelangue=quand le modèle {{Lien web}} est utilisé dans les références ;
- Alternative textuelle : toute image doit être accompagnée d'une description sommaire (à ne pas confondre avec la légende).

Voir aussi Wikipédia:Atelier accessibilité/Bonnes pratiques.
Nota : ce bandeau ne concerne pas les problèmes d'accessibilité dus aux modèles utilisés.
Le Reims Champagne hockey, surnommé Les Phénix de Reims, est un club de hockey sur glace de la métropole rémoise actif de 2002 à 2015. 

## Historique

### Les Flammes Bleues
Après 13 saisons à haut niveau (notamment en Élite et National 1), et 2 titres de champion de France remportés en 2000 et 2002, le Hockey Club de Reims, alors dirigé par son président Charles Marcelle, est mis en liquidation judiciaire par le TGI de Reims le 2 juillet 2002. La liquidation a pour conséquence 270 licenciements au sein du club. 
Dès la mise en liquidation une nouvelle structure se met en place, le Reims Champagne hockey. Le club engage une équipe en D3, composée d'anciens joueurs loisirs du HCR et des juniors restés au club, et très rapidement compose des équipes dans toutes les catégories de jeunes, le vivier, les structures et les compétences étant encore présentes.

### 2002-2003: la D3

Ancien logo du club

La nouvelle équipe dirigeante du Reims Champagne Hockey décide de se passer des ancien joueurs du hockey rémois, notamment Christophe Marcelle, qui se propose de sortir de sa retraite sportive, et Miikka Rousu, qui envisage sa reconversion à Reims, et qui propose de jouer les matchs à domicile. Composée de l'équipe loisirs de la saison précédente et des espoirs restés au club après la liquidation, la nouvelle équipe première de Reims termine deuxième de sa poule Nord-Est derrière la réserve amiénoise, passe un barrage avant d'échouer en poule finale face à Montpellier et Amiens 2. Néanmoins Reims profite d'un repêchage pour monter directement en division 2.

### 2003-2007: la D2
Les dirigeants du club ne tournent plus le dos aux anciens et au passé, et l'équipe première change de nom après une proposition et un vote sur le site internet du club, pour devenir le « Phénix de Reims ». Malgré le retour de Maxime Godefroy devant le filet, d'Arnaud Maujean et de Youry Drain, de Vladimir Kovine comme entraîneur-joueur (doyen du championnat à 49 ans), l'apprentissage de la D2 est quand même difficile. Reims termine 6e sur 7 de la poule nord avant de mieux figurer (2e) de la poule de maintien, grâce surtout aux individualités Richard Zadovny et Vincent Bouché. Malgré les retours de Mathieu Bouché, Christophe Marcelle et l'arrivée de Marek Razca pour remplacer Godefroy les résultats de la deuxième saison ne sont pas meilleurs, 5e en poule Est, et 2e en poule de maintien, faute à des blessures et des problèmes de patinoires en début de saison, qui se soldent par 5 défaites lors des 5 premiers matchs, retard qui s'avérera rédhibitoire. L'effectif est stable lors de la 3e saison du club en D2 et cette fois-ci Reims assure son maintien dès la première phase (4e de la poule Est) pour terminer 7e de la poule finale.
Pour la saison 2006-2007, Reims fait venir l'entraineur Montpelliérain Pascal Ryser, qui a pour seul objectif la montée. Il dispose d'un effectif renforcé par l'apport de nombreux joueurs étrangers : Zajicek, Wager, Novak, Odot-Andersson et surtout Roman Trebatický. Reims termine 1er de la poule nord mais va avoir plus de difficultés en seconde phase pour finalement terminer second, et se faire éliminer en demi-finale par Brest. La montée ratée sur la glace sera finalement acquise administrativement, très tardivement (mi-août) grâce aux défections successives des 2 premiers de D2 (Belfort et Brest) et la rétrogradation d'Anglet.
Parallèlement en accédant à la seconde division, Reims obtient le droit dès 2003 de participer à la coupe de France, mais durant les 4 saisons jouées au 3e échelon national, les Phénix perdent 3 fois au tour préliminaire et une fois en 1/16e de finale de cette compétition.

### 2007-2015: la D1

La horde d'étrangers remplacée (sauf Razca et Trebatický) par un gros apport canadien, Reims va rapidement assurer son maintien. Le Vésinet étant très vite irrémédiablement lâché, les Phénix ne vont pas trouver la motivation de viser plus haut pour la première année en D1. 13e/14, l'essentiel est assuré mais ni Ryser, ni la majorité des recrues n'auront démontré une implication suffisante pour faire mieux que le strict minimum.
François Dusseau, qui a conduit Angers vers les sommets, arrive lors de la saison 2007-2008 pour diriger l'équipe avec comme objectif de la stabiliser dans le haut de la D1 voire de la faire monter en ligue Magnus dans les 5 ans, avec sous la main un effectif jeune encadré par quelques renforts étrangers de choix. Exit les canadiens de la saison précédente, Razca, Trebatický, Christophe Marcelle, Didier Lemoine et William Richard, arrivée massive de joueurs de l'Est en majorité Slovaque, notamment le gardien Vladimir Neumann, les attaquants Lukas Sax et Tomas Sax, et le club termine à la 10e place, assurant tranquillement son maintien. La saison suivante marque un nouveau changement dans les renforts étrangers et la retraite de la dernière ancienne « Flamme Bleue », Wilfried Mölmy. Reims, après un début difficile, va trouver le bon rythme. Filip Kubiš s'affirme comme l'un des meilleurs gardiens de D1, les canadiens Sébastien Savoie et Eddy Martin-Whalen s'avèrent être de gros marqueurs, les jeunes confirment leurs progressions et les Phénix, qui terminent 5e de la saison régulière, vont éliminer Montpellier en 1/4 de finale avant de pousser le favori, et futur champion Caen, à jouer une manche décisive en 1/2 après une victoire 3-0 lors du premier match à domicile. Pour la saison 2010-2011 le départ de Martin-Whalen est compensé par l'arrivée Francis Desrosiers, qui s'avérera être encore plus efficace que son prédécesseur. L'effectif est stable et Reims gagne en régularité pour finalement terminer 4e, au coude à coude avec les leaders. Et comme la saison précédente les Phénix échouent en 1/2 finale, face au 1er Brest, après avoir éliminé Anglet en 3 manches au tour précédent.
En coupe de France les résultats sont similaires aux années D2, sauf lors de la saison 2007/2008 ou les Phénix vont atteindre les 1/4 de finale, défaits chez par le futur finaliste, le club de ligue Magnus Dijon.
Pour la saison 2013-2014,Miikka Rousu remplace François Dusseau parti entraîner l'équipe de Lyon. Il apporte avec lui des joueurs ayant évolué sous ces ordres à Dunkerque comme Tony Allouchery, Ekue Tomety et Atte Susi. Il recrute aussi des joueurs finlandais (certains venant de Toulouse Jimi Palanto, Akseli Mattila) et d’autres directement de Finlande comme Artturi Karjalainen, Harri Pälve et Sami Holappa.
À la suite de la fermeture de la patinoire Bocquaine,le club rencontre des problèmes financiers et décide donc de se séparer de deux joueurs (Jimi Palanto et Edmunds Kniksts) et demande à d’autres de faire des efforts financier. Finalement, Edmunds Kniksts restera au club en proposant ses services gratuitement. Les Phénix jouent leur matchs à domicile tantôt à la patinoire Barot (patinoire sans public) et tantôt à celle de Châlons-en-Champagne la Patinoire Cités Glace. Ils assurent leur maintien en finissant 11e de la saison régulière.
Pour la saison 2014-2015, les renforts finlandais retournent chez eux ainsi qu’Edmunds Kniksts qui retourne jouer en Lettonie.Victor Vitton-Mea retrouve son ancien entraineurs François Dusseau à Lyon.
Miikka Rousu renouvelle plus de la moitié de son effectif et recrutent Stephen Blunden, Anthony Brockman, Jonathan Lafrance, Louis-Marcel Poidevin, Brice Mansouri ainsi que des joueurs finlandais Jussi Laine qui retrouve lui aussi son ancien entraineur Miikka Rousu qu’il avait entraîner à Dunkerque Matti Kangas et Henri Joki-Erkkilä
,.
Juste avant la reprise du championnat Stephen Blunden est remerciée car il n’a pas respecté son accord de revenir d’Australie pour le début des entrainements de l’équipe
,Il sera remplacé par Tommy Fiorentino .
Plusieurs joueurs ne resteront que très peu de temps dans la cité des sacres Lucas Normandon est le premier à partir et sera remplacer par Aku Maikola
.
Suivront 1 mois plus tard Juraj Petro et Matti Kangas
.
Jussi Nättinen est recruté pour pallier le départ de Juraj Petro.
Durant la saison le club fera la navette entre chalons et barot comme la saison précédente. Malgré tout une patinoire provisoire est prévue pour la saison prochaine
.
Le club finira 5e de la saison et participera au playoff, l’équipe gagne son accès en demi-finale grâce à deux victoires sur les trois matchs contre Nantes et rejoindra Bordeaux en demi-finale qui par la suite éliminera les Phénix.

### Les problèmes financiers et la liquidation
Comme le Hockey Club de Reims en 2002, l'aventure du Reims Champagne Hockey va se terminer par une liquidation judiciaire. Le club, qui a réussi à étoffer son financement au fur et à mesure de sa progression, ambitionne la montée en ligue Magnus lors de la saison 2012-2013. Le budget prévisionnel est sérieusement revu à la hausse, avec une forte montée des engagements salariaux, l'année où le voisin le Stade de Reims retrouve la ligue 1 de football. L'équipe termine 5e de la saison régulière et est battue en demi-finale comme lors des trois saisons précédentes, et n'ayant pas réussi à augmenter ses recettes publiques et partenariats, le RCH affiche un déficit d'exploitation sur la seule saison d'environ 200 000 euros. Une politique de forte réduction des coûts salariaux est alors mise en place, mais alors que le budget s'équilibre avec pour objectif le remboursement de la dette sur trois ans, la fermeture définitive de la patinoire Bocquaine, due à la vétusté de sa charpente et à un risque d’effondrement, condamne l'équipe à jouer soit à la patinoire Barot, sans public, soit à la patinoire voisine de Chalons en Champagne, avec un coût de location élevé et devant des affluences très faibles. La mairie soutient le club par le versement d'une subvention exceptionnelle, mais l'absence de recettes, la perte des sponsors qui perdaient de la visibilité, contribuent à augmenter la dette au lieu de la réduire. En juin 2015, le club annonce la suppression de sa catégorie U18 élite et de sa section sport-études pour réaliser des économies. La Fédération française de hockey sur glace refuse la validation en D1 du club qui se voit contraint de déposer le bilan début juillet. Le club est mis en liquidation judiciaire le 4 juillet 2015, affichant un passif d'environ 350 000 euros.

## Saison par saison
| Saison    | Division   | Phases                                       | Résultats               | Classement final,           |
| --------- | ---------- | -------------------------------------------- | ----------------------- | --------------------------- |
| 2002-2003 | Division 3 | Poule Nord Barrage nord-est Poule finale Est | 2e/6 Belfort 3e/5       | 52e · Montée en Division 2  |
| 2003-2004 | Division 2 | Poule Nord Poule de maintien                 | 6e/7 2e/7               | 41e                         |
| 2004-2005 | Division 2 | Poule Est Poule de maintien                  | 5e/8 2e/8               | 41e                         |
| 2005-2006 | Division 2 | Poule Est Poule finale                       | 4e/8 7e/8               | 37e                         |
| 2006-2007 | Division 2 | Poule Nord Poule finale Demi-finale          | 1er/8 2e/8 Brest        | 33e · Repêché en Division 1 |
| 2007-2008 | Division 1 | Saison régulière                             | 13e/14                  | 25e                         |
| 2008-2009 | Division 1 | Saison régulière                             | 10e/14                  | 24e                         |
| 2009-2010 | Division 1 | Saison régulière quart de finale demi-finale | 5e/14 Montpellier Caen  | 18e                         |
| 2010-2011 | Division 1 | Saison régulière quart de finale demi-finale | 4e/14 Anglet Brest      | 18e                         |
| 2011-2012 | Division 1 | Saison régulière quart de finale demi-finale | 4e/14 Anglet Nice       | 18e                         |
| 2012-2013 | Division 1 | Saison régulière quart de finale demi-finale | 5e/14 Montpellier Brest | 18e                         |
| 2013-2014 | Division 1 | Saison régulière                             | 11e/14                  | 25e                         |
| 2014-2015 | Division 1 | Saison régulière quart de finale demi-finale | 5e/13 Nantes Bordeaux   | 18e                         |

## Joueurs

### Capitaines
Voici la liste des capitaines de l'histoire des Phénix de Reims :
| Période   | Nom du (des) joueur(s) | Nationalité(s) |
| --------- | ---------------------- | -------------- |
| 2003-2004 | Sébastien Moine        | France         |
| 2004-2006 | Arnaud Maujean         | France         |
| 2006-2007 | Mathieu Bouché         | France         |
| 2007-2009 | Wilfried Molmy         | France         |
| 2009-2010 | Eddy Martin-Whalen     | Canada         |
| 2010-2011 | Francis Desrosiers     | Canada         |
| 2011-2015 | Valère Vrielynck       | France         |

### Maillots retirés

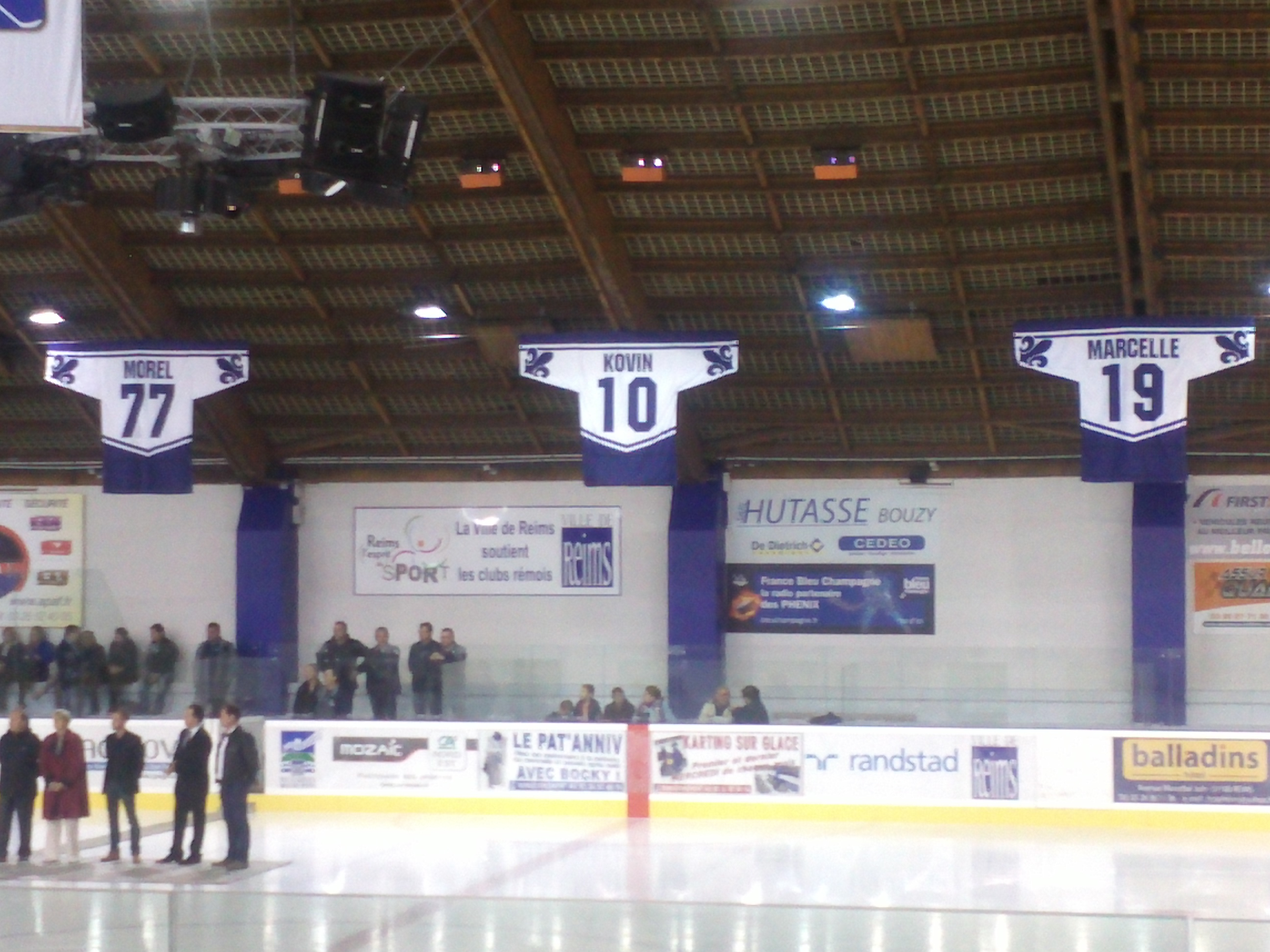
Cérémonie du retrait des numéros de maillot.

Depuis le 29 septembre 2012, 3 ex-joueurs du club ont vu leur maillot retirés :
- No 10 - Vladimir Kovin
- No 19 - Christophe Marcelle
- No 77 - Damien Morel

## Équipes mineures
La priorité lors de la création du Reims Champagne Hockey était d'assurer la continuité du hockey mineur.
Dès la première année de création du club celui-ci engage des équipes dans toutes les catégories sauf en juniors (aujourd'hui baptisé U22 espoirs), ces derniers restés au club rejoignent l'équipe senior en 3e division. Reparties au bas de l'échelle, les équipes rémoises gravissent rapidement les échelons, et depuis plusieurs saisons le club réussit à aligner des équipes dans les 3 catégories Élite U15 (Minimes), U18 (Cadets) et U22 (Espoirs), c'est le seul club qui n'a pas d'équipe fanion en ligue Magnus et qui arrive à atteindre cette performance, ainsi qu'une seconde équipe Cadets en Excellence.
Les cadets ont terminé 2 fois sur le podium du championnat de France, 3e en 2009 et 2e en 2010, et les espoirs ont atteint la 4e place en 2011 après avoir terminé 3e de la saison régulière, sérieusement diminués dans la conquête du podium face au Mont-Blanc par les absences des joueurs participants aux 1/4 de finale des play-offs de première division seniors le même week-end.